# Charles Tellier

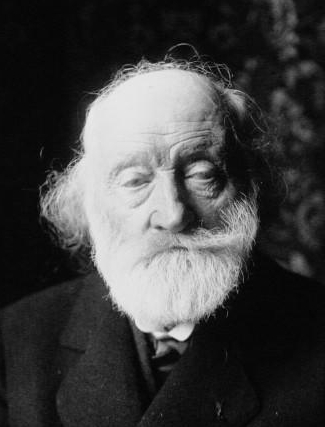
Charles Tellier (1912)

Louis Abel Charles Tellier, beter bekend als Charles Tellier (Amiens, 29 juni 1828 - Parijs, 1913) was een Frans ingenieur, uitvinder en ondernemer. Tellier was pionier inzake het gebruik van dimethylether en trimethylamine. Hij liet de allereerste industriële koelinstallatie ter wereld bouwen voor de bewaring van vlees- en voedingswaren door middel van kunstmatige koude in de wijk Quartier d'Auteuil, in het 16e arrondissement van Parijs, in 1869.  

## Leven en werk
De vader van Tellier was een ondernemer in de spinnerijen van Condé-sur-Noireau in Normandië, die door de revolutie van 1848 werden geruïneerd. Zijn zoon bestudeerde voor rekening van derden ammoniak, een geconcentreerde meststof. Verder bestudeerde hij de kleinschalige productie van perslucht. Dat laatste project werd voorgesteld aan de stad Parijs. Baron Hausmann, waarvan bekend was dat hij niet voor voortvarende ideeën terugweek, gaf hem echter een andere raad. Omdat Parijs een gebrek aan ijs had, vooral na warme winters, suggereerde de baron de kunstmatige productie. Om voedingswaren te bewaren, vulde men in die tijd een put met tweehonderd karrenvrachten sneeuw en ijs. Deze deed dan als opslagruimte dienst. De methode ging op de Romeinen terug en was wijdverbreid. Ze was echter te zeer van toevallige omstandigheden afhankelijk.
In 1856 verdiept Tellier zich in het werk van Faraday, die in een laboratorium een temperatuur behaalde van –11 °C, en dat van Thilorien, die door condensatie de temperatuur kan doen dalen tot –79 °C. Twee jaar later maakt Tellier zijn eerste koelmachine, die koude voor thuisgebruik en industrieel gebruik kon produceren, door middel van de omloop van gecondenseerd ammoniakgas.
Dit was een uitvinding van grote betekenis voor de moderne wereld. Ze werd voortdurend verbeterd en in 1865 bouwde Tellier een machine voor de mechanische samendrukking van gecondenseerd gas en bouwt deze in in de fabriek van meester-chocolademaker Menier.
Charles Tellier heeft de methode ontdekt én op punt gesteld voor het koelen in stappen, die een vloeistof makkelijk condenseerbaar maakt. Meer bepaald zwavelanhydride, dat wordt gebruikt voor de condensatie van een andere vloeistof die veel moeilijker condenseerbaar is, zoals koolstofanhydride. Dit beginsel zal twintig jaar later bruikbaar worden gemaakt. 
Charles Tellier was niet enkel een uitvinder. Toen in Frankrijk nog in het geheel geen overdaad aan levensmiddelen bestond, zeker niet voor de lagere sociale klassen, liet hij op eigen kosten een klein stoomschip bouwen waarvan het laadruim was uitgerust met zijn bijzondere koelmachine. De ‘Le Frigorifique’ werd geladen met Frans vlees, vertrok in Rouen op 30 september 1876 en bereikte na een lange moeilijke reis, met onvoorzien oponthoud in Lissabon, uiteindelijk Buenos Aires op 23 december 1876. Het vlees was intact en het succes volledig! De mogelijkheid tot export van Frans vlees of de invoer van Argentijns vlees in tijden van schaarste, faalde door tekorten in eigen land en mogelijk de Franse neiging om de eigen markt te beschermen. Meer waarschijnlijk maakte de lange reis het project economisch onrendabel, zeker voor het kleine schip dat Tellier zelf had uitgerust. Alleszins bracht deze onderneming Tellier geen fortuin, en merkwaardig genoeg ging zijn koelingsontwerp de spreekwoordelijke ijskast in voor vele jaren. Dit gebeurde ondanks de nood aan andere bewaarmethodes dan inmaken. In Frankrijk werd in glas ingemaakt, en in Engeland werd bij gebrek aan glas een methode voor blik ontwikkeld, zodat bederfbare voedingswaren ook buiten hun seizoen beschikbaar waren. De methode van Tellier haalde het niet.
Een fabriek van Tellier werd mede-gefinancierd door Alexandre Bure, de tweede buitenechtelijke zoon van de Franse keizer Napoleon III.
Charles Tellier stierf in 1913 in de meest ellendige armoede. Voordat hij stierf, zei hij nog: ‘De stoet van armen wacht me op, maar deze laatste lotsbestemming van de werkenden bevreest me niet…’ (vertaling)

Zijn levensverhaal doet denken aan de Amerikaanse speelfilm, 'The Mosquito Coast', met Harrison Ford in de hoofdrol, hoewel dit hoofdpersonage geenszins het leven van Tellier uitbeeldt.